# قصر آيت علي أولحسن
قصر آيت علي أولحسن هو قصرٌ (قريةٌ محصنة) في المغرب، يقعُ في منطقة إقليم ميدلت. تبلغ مساحته 0.13 هكتار.